# Weißflügelseeschwalbe
Die Weißflügelseeschwalbe (Chlidonias leucopterus) ist eine in Südosteuropa heimische Vogelart aus der Familie der Seeschwalben (Sternidae).

## Aussehen
Die seltene und kleinere Verwandte der Trauerseeschwalbe erreicht von der Schnabel- bis zur Schwanzspitze eine Länge von 20 bis 24 Zentimeter und eine Flügelspannweite von 50 bis 56 Zentimeter.

### Brutkleid
Das Männchen der Weißflügelseeschwalbe hat einen schwarzen Kopf, Hals und Vorderrücken. Ein dunkles Grau zeigen Schultergefieder, Rücken und Unterseite bis zum Hinterbauch. Der Bürzel, Ober- und Unterschwanzdecken sowie die Steuerfedern sind weiß. Die Armschwingen und die große Oberflügeldecken sind schiefergrau, die mittlere Decken heller grau und die kleinen Oberflügeldecken weiß. Die Bugfederchen und hinterste Reihe der Unterflügeldecken sind hell grau, alle übrigen Unterflügeldecken wie die Achselfedern schwarz.
Das Weibchen hat im Brutkleid ein schwarzes Kopf- und Körpergefieder, welches etwas matter als das des Männchens ist, und einen weißen oder hellgrauen Bürzel und Schwanz. Die Unterflügel sind schwarz und im Kontrast dazu die Oberflügel weiß.

### Ruhekleid

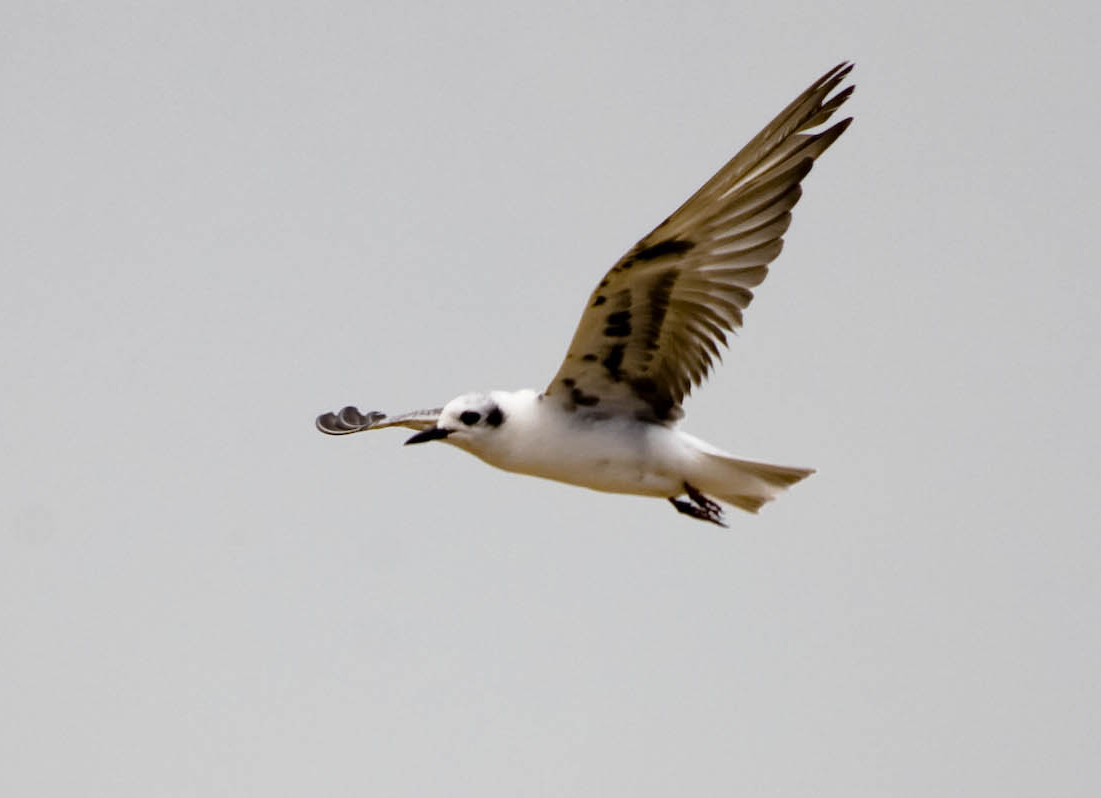
Weißflügelseeschwalbe im Ruhekleid

Im Ruhekleid sehen beide Geschlechter gleich aus. Stirn und Vorderkopf sind weiß, der hintere Scheitel und der Nacken sind grauschwarz. Das Halsband ist weiß. Der Vorderrücken ist dunkelgrau, die restliche Oberseite hellgrau. Die Armschwingen sind hellgrau, wobei sie außen einen schmalen weißen Rand haben und nach innen immer dunkler werden.

### Jugendkleid
Das Gefieder ist relativ einheitlich dunkelbraun, wobei teilweise das Grau der Federbasen durchscheint. Die Schulterfedern und inneren Armschwingen sind hellgrau mit halbmondförmigen rostbraunen Subterminalflecken. Das Bürzel ist deutlich abgesetzt weiß bis grau, die Oberschwanzdecken hellgrau.

## Allgemein

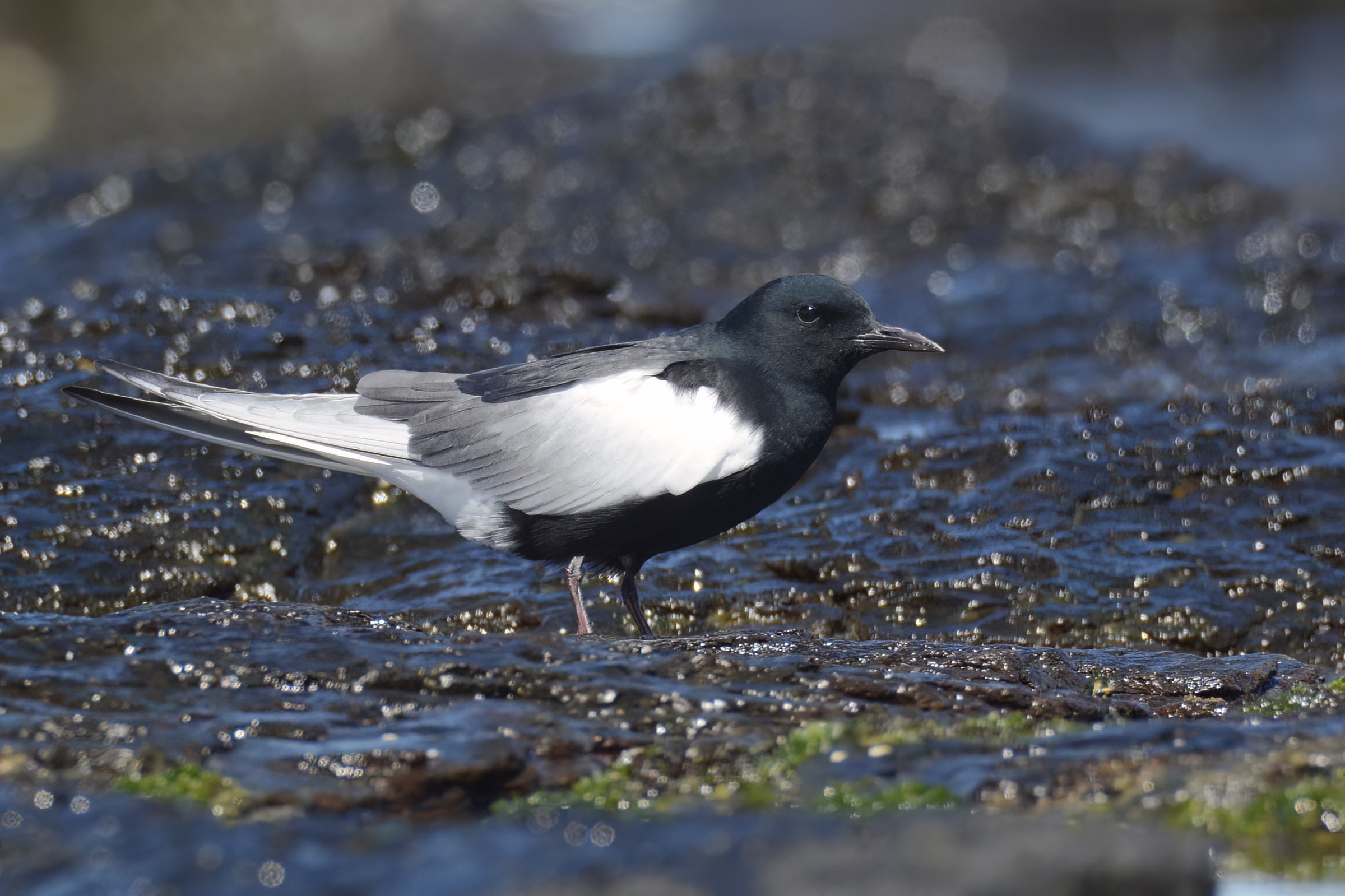

Die Flügelspannweite beträgt zwischen 595 und 656 mm. Der Schnabel ist etwas kürzer und gedrungener als bei der ähnlichen Trauerseeschwalbe. Die Kopfzeichnung zeigt eine über das Auge nach vorn reichende schwärzliche, schmal weiß gestrichelten Kopfplatte mit etwas schmalerem Nackenschutz, welche gegen das graue Mantelgefieder durch ein schmales, weißes Halsband abgegrenzt wird. Ein sehr deutliches weißes ovales bis rechteckiges Ohrfeld setzt den Kopf von der schwarzen Ohrdecke und den Schläfendecken ab. Gelegentlich verfügt die Seeschwalbe über einen Brustseitenfleck, der aber nur schwach ausgeprägt ist und weniger deutlich als bei der Trauerseeschwalbe.
Die Mauser setzt ab Oktober ein und Rücken- und Brustfedern haben dann eine gräuliche Färbung.

## Stimme
Die Stimme ist ähnlich der der Weißbartseeschwalbe und der Ruf ist trocken und rau. Er wird auch mit dem Ruf des Rebhuhns verglichen.

## Verhalten
Im Ruhezustand ziehen die Weißflügelseeschwalben ihren Kopf ein, wodurch Scheitel und Rücken fast eine Gerade bilden. Beim Schlafen steckt sie den Schnabel in das Schultergefieder. Der Flug der Seeschwalben ist flatternd und sie landen gelegentlich auf dem Wasser.

## Nahrung
Hauptnahrung sind Wasserinsekten wie Kleinlibellen, Käfer, Larven und Mücken, aber auch Heuschrecken und Grillen. Seltener auch kleine Fische. Ihre Nahrung suchen sie im seichten Uferwasser oder sie fliegen in einem Bogenflug 30 bis 50 Zentimeter über dem Wasser.

## Brutbiologie

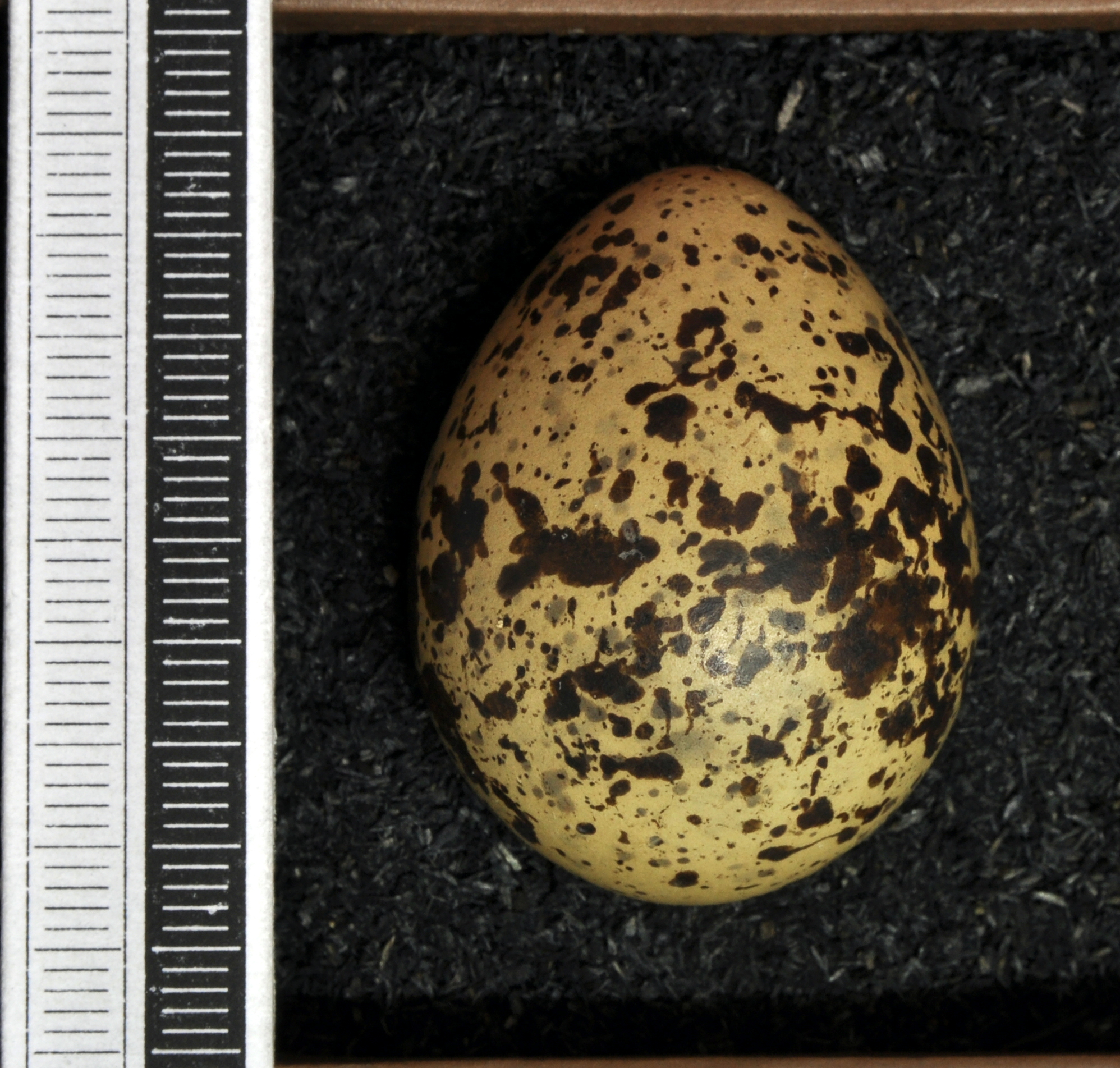
Ei, Sammlung Museum Wiesbaden

Die Weißflügelseeschwalbe benötigt zum Brüten seichte Gewässer. Das Brutgebiet reicht vom Fernen Osten bis nach Mitteleuropa. Dabei bilden sich Brutkolonien von 100 bis 150 Exemplaren. Die Seeschwalbe wird mit zwei Jahren geschlechtsreif und führt dann eine monogame Saisonehe. Die Nester sind oft schwimmend zwischen Pflanzenhalmen verankert oder auf Erhebungen knapp über dem Wasser. Das Nest aus meist grünen Halmen und Blättern hat typischerweise einen Durchmesser von 11 bis 16 Zentimetern und ist drei bis fünf Zentimeter hoch. Die Eier messen im Mittel 34 × 25 Millimeter. Pro Nest finden sich typischerweise drei Eier, allerdings sind auch Gelege von vier bis fünf, seltener sechs Eiern möglich. Die Brutzeit beginnt etwa im Juni, in Ungarn schon Mitte Mai. Die Brut dauert 18 bis 20 Tage, wobei zerstörte Gelege am Beginn der Brutzeit von den Vögeln im Allgemeinen ersetzt werden. Die Küken verlassen etwa zwei bis drei Tage nach dem Schlüpfen das Nest. 20 bis 25 Tage nach dem Schlüpfen können sie fliegen und werden dann noch bis zu zehn Tage von ihren Eltern gefüttert.

## Wanderungen
Der Vogel überwintert in den gemäßigten südlichen Zonen und den Tropen. Die Population Ostsibiriens bzw. der Mandschurei zieht über die Philippinen und Indochina in den Süden Thailands und Burmas sowie an die Ostküste Indiens. Teilweise wandern sie sogar bis Australien und Neuseeland.
Die europäische und die turkestanische Population ziehen über Arabien und die Sahara in die Sahelzone bis in den Süden Afrikas.
Bei ihren Wanderungen bilden sich zum Teil Züge von geschätzt 10.000 Exemplaren.

## Bestand und Bedrohung
Die mit Abstand größte Brutkolonie Deutschlands befindet sich im Nationalpark Unteres Odertal. Dort brüteten 2006 50 Paare und es konnten 45 Junge gezählt werden. Bereits 1996 hatte es Brutversuche der Vögel gegeben, allerdings waren diese erfolglos geblieben.
Am westlichen Rand des Verbreitungsgebietes steigt der Bestand der Vögel an.